# Campyloptère des Santa Marta
Campylopterus phainopeplus
Espèce
Statut de conservation UICN

 CR C2a(i,ii); D : 
En danger critique
Statut CITES
Le Campyloptère des Santa Marta (Campylopterus phainopeplus) est une espèce de colibris de la sous-famille des Trochilinae.

## Distribution et habitat

Carte de répartition de l'espèce

Le Campyloptère des Santa Marta est endémique de la Sierra Nevada de Santa Marta, au nord-est de la Colombie, et se trouve notamment sur les versants nord et sud-est.

## Comportement
Ce Campyloptère effectue une migration altitudinale.  Durant la saison sèche (de février à mai), il habite les lisères forestières entre 1 200 m et 1 800 m d'altitude où il se nourrit du nectar des fleurs dans les plantations de café ombragées.  Pendant la saison humide (de juin à octobre), on le trouve jusqu'à 4 800 m d'altitude dans le páramo de Santa Marta, non loin de l'étage nival.
La période de reproduction du Campyloptère des Santa Marta est comprise entre les mois d'avril et de juin, même si cela a été parfois observé entre juin et juillet.

## Menaces et protection
Selon l'Union internationale pour la conservation de la nature (UICN), l'espèce est menacée par la perte, la fragmentation et la dégradation de son habitat (Renjífo et al. 2016). À partir des années 1950, l'immigration dans la région a été considérable et l'expansion agricole pour les plantations de café et de cacao et l'élevage de bétail, l'exploitation forestière, le brûlage et le reboisement avec des arbres exotiques ont causé une perte de forêt importante (UICN 1992, Dinerstein et al. 1995, L. G. Olarte et M. Pearman selon P. G. W. Salaman in litt. 1998, 1999 et verbalement 2000, Salazar et Strewe sans date).
Une autre menace est la pollution par la pulvérisation de pesticides (Renjifo et al. 2016). De plus, le changement climatique a entraîné une augmentation de l'intensité et de la durée de la saison sèche, ce qui a entraîné à son tour des incendies majeurs dans la Sierra Nevada de Santa Marta (Fundación ProAves in litt . 2020).
Depuis 1946, ce colibri n'a été enregistré avec certitude qu'une seule fois, un seul oiseau capturé dans la réserve d'El Dorado en 2010. En 2022, un spécimen a de nouveau pu être observé.